# FIFA 22
FIFA 22是由美国艺电公司發行的FIFA 系列的足球模拟电子游戏。它是FIFA系列的第29部遊戲，于2021年10月1日面向全球发布。
基利安·姆巴佩连续第二年成为遊戲封面足球运动员。

## 后续
2022年5月，EA宣布不再与国际足联续约，放弃使用了接近30年的的系列商標。FIFA 23后的足球系列将更名为。